# 臺南都會區

臺南市的人口密度分布。

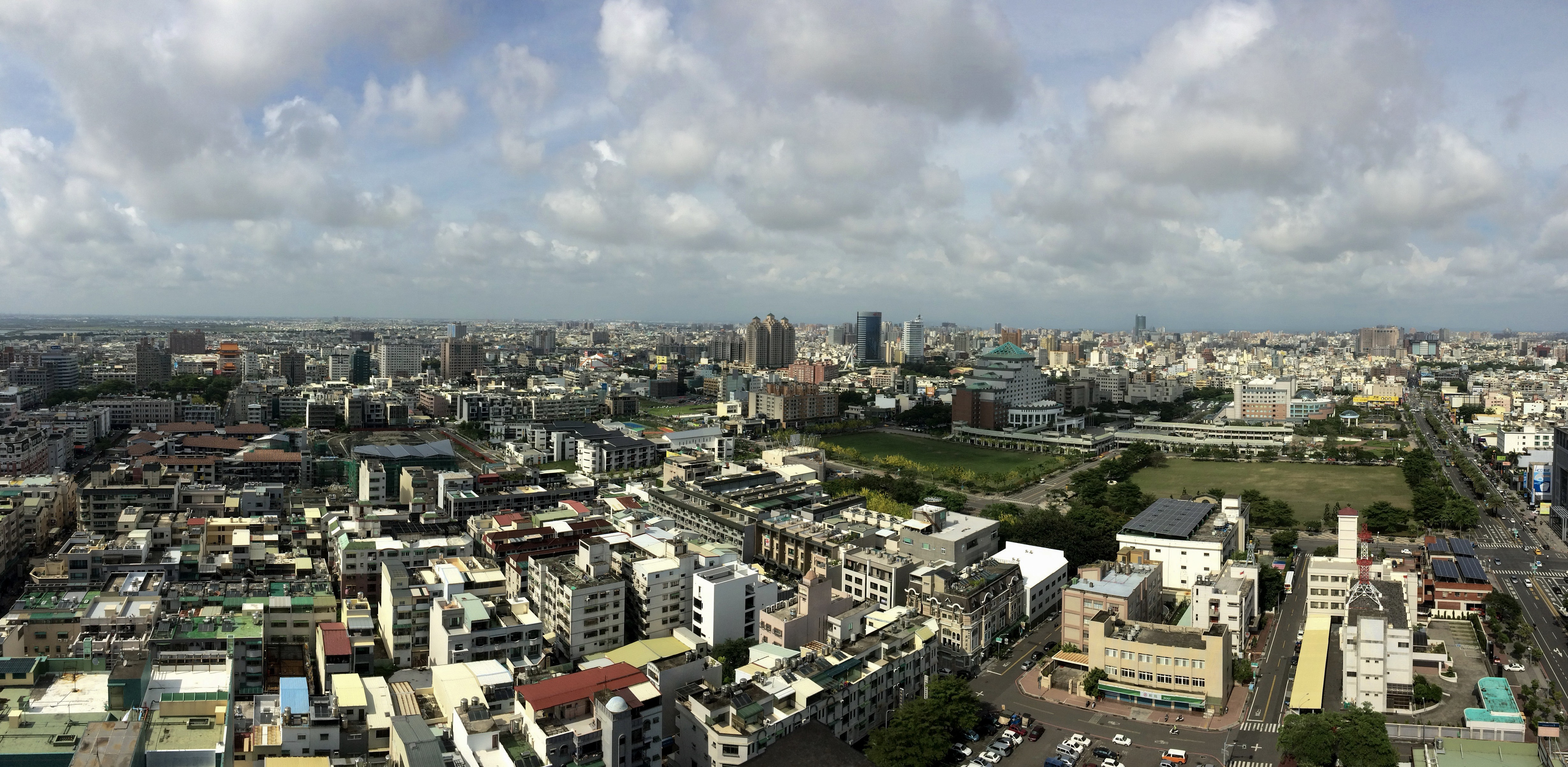
遠望臺南市區。

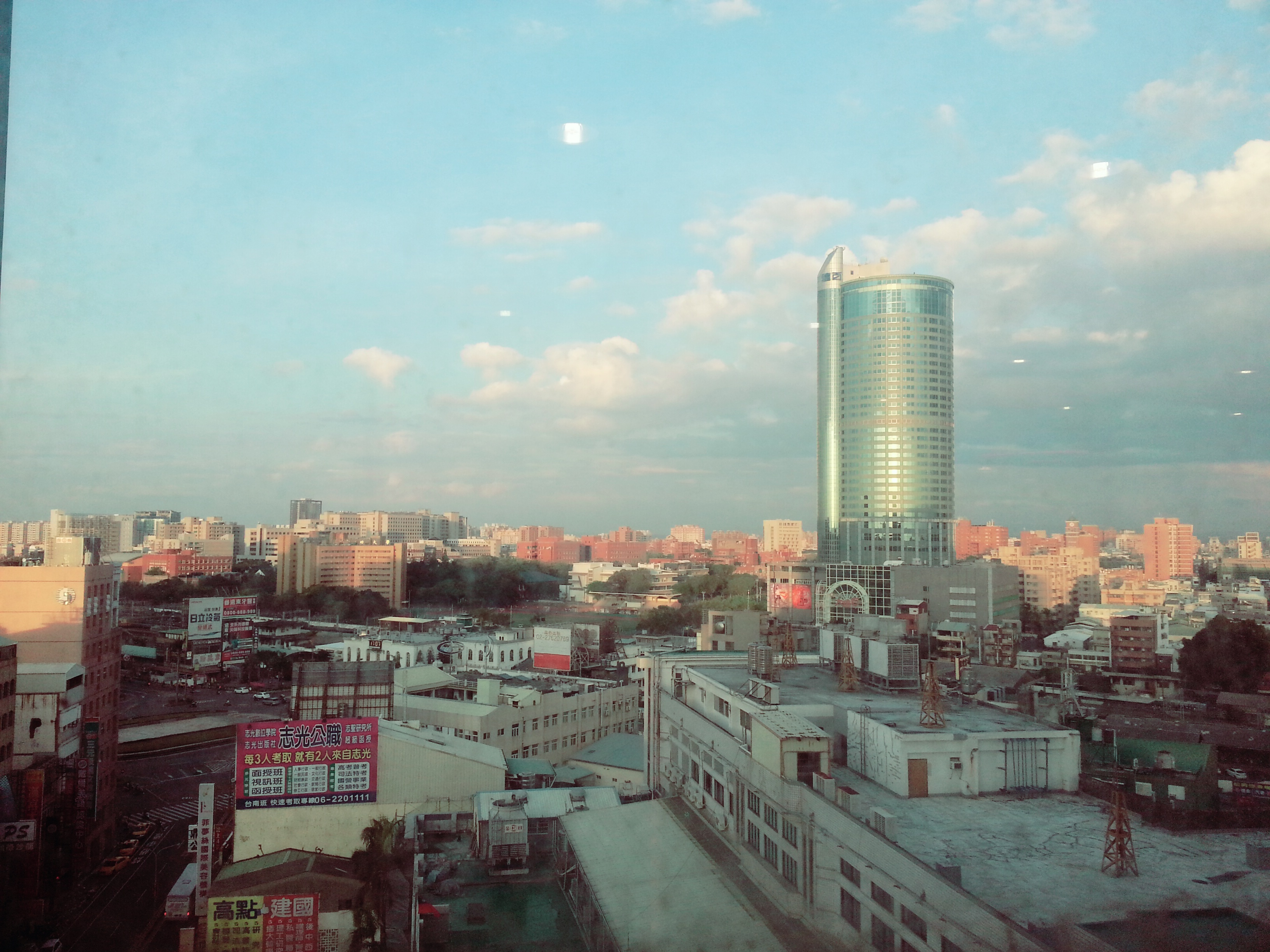
台南大都會區大樓群

臺南都會區，或稱為大臺南地區、臺南大都會區、大臺南都會區，是臺灣第四大都會區，次於臺北都會區、臺中都會區以及高雄都會區，核心都市為臺南市。區域涵蓋臺南市地區、高雄市部分地區，都會人口約135萬人，在世界人口組織裡為世界排名第435大都會區，目前全臺南人口188.1萬人，人口與範圍依照不同的資料有不同的數據與定義。
依據2010年5月18日行政院主計處發布的新聞稿，上述定義範圍連同全臺灣各種統計地區的分類定義，於當年12月25日停止適用。

## 範圍
根據中華民國內政部對「都會區」的定義，臺南都會區包括下列地區：
臺南市的東區、南區、北區、中西區、安平區、安南區、永康區、仁德區、歸仁區、關廟區、安定區、七股區；高雄市的湖內區、茄萣區。雖然臺南市新營區因距離不定義在臺南都會區內，但區內已有一定規模的都市化程度，該區亦為臺南市政府所在地之一。
其他定義中，除了上述以外有時還會加上以下地區：
臺南市的新化區、龍崎區、左鎮區。

## 人口

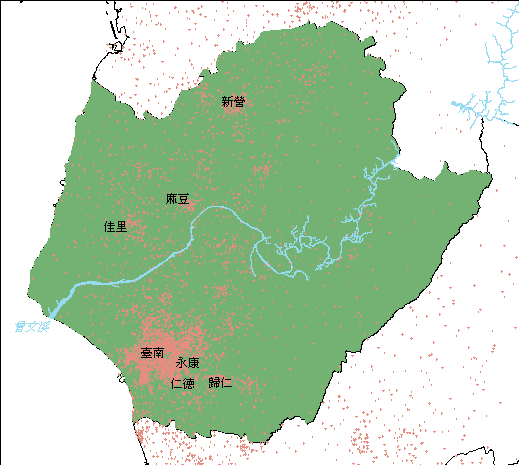
臺南市人口分布點子圖（1點100人）

目前大臺南地區人口有188.1萬人。
（以下人口數為2019年6月資料）
| 臺南市區 | 人口    | 面積（km2） |
| -------- | ------- | ----------- |
| 安平區   | 66,980  | 11.0663     |
| 中西區   | 78,276  | 6.2600      |
| 東區     | 186,057 | 13.4156     |
| 北區     | 131,776 | 10.4340     |
| 南區     | 125,011 | 27.2681     |
| 安南區   | 193,786 | 107.2016    |

| （原臺南縣區）人口最多的區域 | 人口    |
| ---------------------------- | ------- |
| 永康區                       | 235,157 |
| 新營區                       | 77,336  |
| 仁德區                       | 75,985  |
| 歸仁區                       | 68,233  |
| 佳里區                       | 59,080  |

## 行政區劃
現今臺南市共37區，區下轄649個里、9,661個鄰。

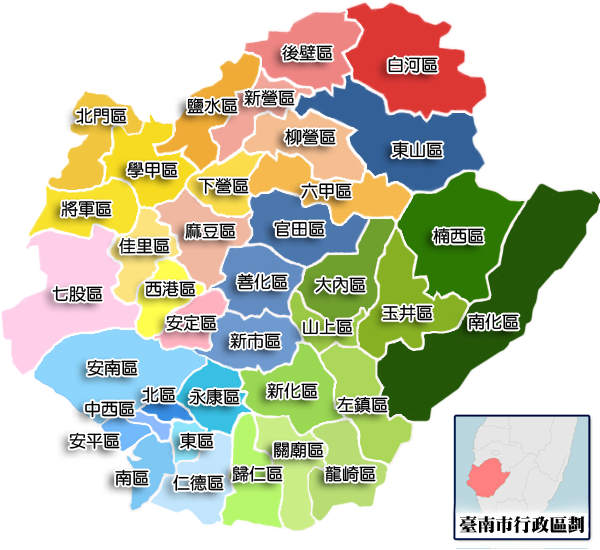
2010年後的臺南市行政區劃

目前人口排名前五名的地區（由高至低排列），永康區、安南區、東區、北區、南區。
而每月平均人口消長數前五名的地區，永康區、安南區、東區、善化區、仁德區。

## 交通

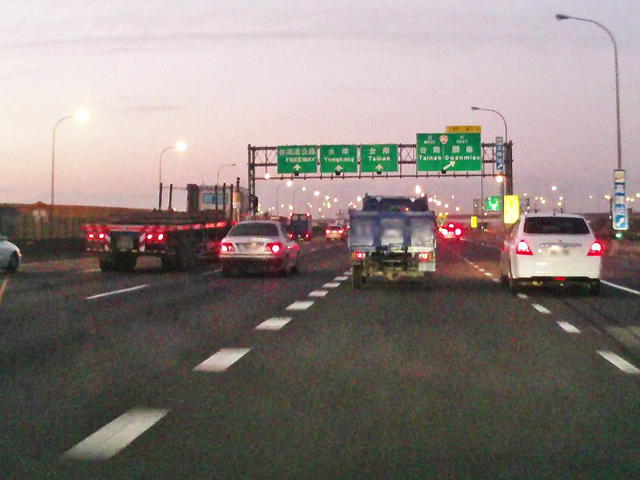
連接台86線快速公路與國道一號的仁德系統交流道

高速公路
- 國道一號（新營、下營系統（接）、麻豆、安定、臺南系統（接）、大洲系統交流道(暫定)、永康、大灣、仁德、仁德系統（接））
- 國道三號（白河、柳營、烏山頭、官田系統（接）、善化、新化系統（接）、關廟（接））
- 國道八號（台南端、新吉、臺南系統（接）、新市、新化系統（接）、新化端）

快速公路
- 台61線（南鯤鯓、北門（接）、三寮灣、將軍、七股、十份、青草崙）
- 台84線（北門玉井線）：北門－玉井
- 台86線（臺南關廟線）：灣裡－關廟

快速道路
- 臺南都會區北外環道路：全長14公里，分為四期建設，第一、三期已分別於2015年2月17日、2022年10月18日通車。

公路
- 台1線（縱貫公路）
- 台3線（內山公路）
- 台17線（西濱公路）
- 台19線（中央公路）
- 台20線（南橫公路）
- 台39線（高鐵臺南段橋下道路）

## 参見
- 台南捷運
- 台南市區鐵路地下化計畫
- 臺灣都會區
- 南臺灣
- 臺灣西部
- 重北輕南

## 外部連結
- 行政院主計處—臺灣地區都會區分類[永久]
- 再現台灣歷史首都
- Citypopulation網 （页面存档备份，存于）
- populationdata.net